# Walter Heeß
Walter Heeß (auch Heess; * 30. Dezember 1901 in Ludwigsburg; † nach dem 1. Mai 1945, am 2. Dezember 1951 vom Amtsgericht Berlin-Zehlendorf für tot erklärt) war im nationalsozialistischen Deutschen Reich Leiter des Kriminaltechnischen Instituts der Sicherheitspolizei (KTI) im Amt V (Reichskriminalpolizeiamt (RKPA)) des Reichssicherheitshauptamtes (RSHA).

## Leben

### Herkunft und Studium
Heeß wurde am 30. Dezember 1901 in Ludwigsburg als Sohn eines Oberbauinspektors in einer gutbürgerlichen Familie geboren. In Stuttgart studierte Heeß Chemie an der Technischen Hochschule und trat 1920 dem Stuttgarter Wingolf bei. Er legte seine Diplomprüfung mit der Bewertung „gut“ ab und promovierte im Mai 1925 mit Auszeichnung zum Dr.-Ing. Nach einem Jahr als Vorlesungsassistent nahm er im September 1926 ein Beschäftigungsverhältnis als Volontär im Chemischen Untersuchungsamt der Stadt Stuttgart auf. Trotz seiner Ausbildung als Lebensmittelchemiker gehörte sein berufliches Interesse der Kriminaltechnik, die er in der entsprechenden Abteilung seines Amtes kennenlernte.
Zum 1. Mai 1933 trat er der NSDAP (Mitgliedsnummer 2.858.207) und im Sommer 1933 der SA bei. Sein parteipolitisches Engagement brachte er durch seine Funktion als Blockleiter der Ortsgruppe Weißenhof von 1936 bis zu seinem Umzug 1938 nach Berlin zum Ausdruck. In der Chemischen Landesanstalt Stuttgart übernahm er im Februar 1935 die Leitung der Abteilung für gerichtliche Chemie und Kriminaltechnik. Hier arbeitete er unter anderem an der chemischen Lesbarmachung von versteckten Schriften und an der Altersbestimmung von Tintenschriften mittels des Sulfatbildes. Mit einer Arbeit zum letztgenannten Thema habilitierte sich Walter Heeß 1937.

### Im Kriminaltechnischen Institut
Die fachlichen Fähigkeiten und seine politische Tüchtigkeit fielen nicht nur der nationalsozialistischen Regierung in Württemberg auf, sondern weckten auch Aufmerksamkeit in Berlin. Im April 1938 wurde er zum Leiter des neuen Kriminaltechnischen Instituts (KTI) der Sicherheitspolizei im Reichskriminalpolizeiamt (RKPA) bestellt und blieb bis Kriegsende auf diesem Posten. Das RKPA bildete im 1939 neu geschaffenen Reichssicherheitshauptamt (RSHA) das Amt V und wurde von SS-Brigadeführer und Generalmajor der Polizei Arthur Nebe geleitet.
Das KTI ging aus der Abteilung für gerichtliche Chemie und Kriminaltechnik der Chemischen Landesanstalt Stuttgart hervor, so dass die Übernahme dessen Leitung durch Heeß nahelag. Innerhalb des am Werderschen Markt in Berlin untergebrachten RKPA nahm das im 4. Stock befindliche, aber von diesem räumlich abgetrennte, KTI eine Sonderstellung ein. Es war ausschließlich mit promovierten, auffallend jungen Naturwissenschaftlern besetzt. Mit den neuesten technischen Instrumentarien und Mitteln arbeitete das Institut nach modernen naturwissenschaftlichen Methoden an der Identifizierung von Werkzeug- und Faserspuren, an der Untersuchung von Brand- und Schusswaffenspuren, der Fälschung von Urkunden, der Analyse von Blut- und Spermaproben und ähnlichem. 1939 erstellte das KTI über 1.100 Gutachten, im Jahre 1941 bereits mehr als 2.500. Das KTI war bei allen kriminaltechnischen Zweifelsfragen oberste Instanz und widmete sich auch der Ausbildung von Kriminalpolizeibeamten aus regionalen Dienststellen. Diese Unterweisungen in den neuesten kriminaltechnischen Methoden sollten eine erste Untersuchung bereits vor Ort ermöglichen.
Nach der Reorganisation des Reichssicherheitshauptamtes zu Beginn des Jahres 1941 wurde das KTI als Amtsgruppe D im Amt V (Verbrechensbekämpfung) unter Arthur Nebe wie folgt organisiert:
- V D (Kriminaltechnisches Institut der Sipo): SS-Sturmbannführer und Oberregierungs- und Kriminalrat Walter Heeß
  - V D 1 (Spurenidentifikation): SS-Hauptsturmführer und Kriminalrat Walter Schade
  - V D 2 (Chemie und Biologie): SS-Untersturmführer Albert Widmann
  - V D 3 (Urkundenprüfung): Kriminalrat Felix Wittlich

Heeß, seit 1939 auch Mitglied der SS (SS-Nummer 342.799), bewährte sich voll in seiner Funktion. Sein Amtsleiter Arthur Nebe beschrieb ihn im Beförderungsvorschlag vom 30. Januar 1943 zum SS-Standartenführer als „eine zielbewußte, charaktervolle Persönlichkeit. Infolge seiner besonderen Begabung und seines unermüdlichen Fleißes, hat er auf allen Gebieten der modernen Kriminaltechnik Hervorragendes geleistet. Unter seiner Leitung hat das Kriminaltechnische Institut der Sicherheitspolizei eine anerkannt führende Stellung erhalten.“
Schon im Spätsommer 1938 holte Heeß den ihm bereits als Bundesbruder des Stuttgarter Wingolf bekannten und am Organisch-Pharmazeutischen Institut der Technischen Hochschule tätigen 26-jährigen promovierten Chemiker Albert Widmann in sein Institut nach Berlin und stellte ihn zum 1. September 1938 als wissenschaftlichen Mitarbeiter für das Fachgebiet Chemie ein. Das entsprechende Referat, 1941 als V D 2 (Chemie und Biologie) bezeichnet, leitete Widmann bis Kriegsende.

### Berater und Gaslieferant für die Aktion T4
Mit Beginn der Planungen und Vorarbeiten für die Aktion T4, der planmäßigen Tötung von Geisteskranken und Behinderten, wurde das KTI, speziell das Referat von Albert Widmann, mit Vorschlägen über eine geeignete Tötungsmethode angegangen und schließlich als Lieferant der für die angeratene Tötungsweise benötigten großen Mengen von Gift und Kohlenmonoxydgas erstmals in den inneren Kreis der nationalsozialistischen Vernichtungspolitik einbezogen.

### Entwicklung des Gaswagens
Heeß und Widmann erarbeiteten auch eine effektive Tötungsmethode für Geisteskranke in den eroberten Ostgebieten. Dabei wurde die Möglichkeit besprochen, statt des über weite Entfernungen schwierigen Transports von Kohlenmonoxydgasflaschen, Autoabgase für die Vergiftung der Opfer zu verwenden. Arthur Nebe und Heeß machten daher den Chef des Reichssicherheitshauptamtes Reinhard Heydrich den Vorschlag, fahrbare Gaskammern einzusetzen, indem Lastwagen mit einem gasdichten Kastenaufbau versehen werden sollten. In den Kastenaufbau konnten dann die Autoabgase mit einem Schlauch eingeleitet werden. Heydrich akzeptierte diesen Vorschlag und beauftragte Ende September oder Anfang Oktober 1941 den Leiter der Amtsgruppe II D (Technische Angelegenheiten), SS-Obersturmbannführer Walter Rauff, mit der technischen Ausführung. Dieser leitete den Auftrag an SS-Hauptsturmführer und Hauptmann der Schupo Friedrich Padel, den Leiter des Referates II D 3 (Kraftfahrwesen der Sicherheitspolizei), weiter. An einer ersten „Probevergasung“ wenige Wochen später im KZ Sachsenhausen mit einem Prototyp des Gaswagens nahm neben den Mitarbeitern Theodor Friedrich Leiding und Helmut Hoffmann sowie weiteren SS-Offizieren auch Heeß teil. Vor der Staatsanwaltschaft Düsseldorf beschrieb Leiding 1959 diesen Vorgang wie folgt:
„Ich wurde eines Tages aufgefordert, mit nach Sachsenhausen zu fahren. Außer mir fuhren dann nach Sachsenhausen Dr. Heeß und ich glaube auch andere Angehörige des KTI mit …

Aus den Baracken kam eine größere Gruppe von nackten Männern heraus, die in den Lkw einsteigen mußten. Es kann auch sein, daß sich die Männer vor den Baracken haben ausziehen müssen. Die Männer stiegen in den Lkw rein, wie wenn man in einen Omnibus steigt. Sie hatten offenbar keine Ahnung, was mit ihnen passieren sollte. Die Zahl der Männer, die den Wagen bestiegen, mag vielleicht 30 betragen haben. Dann ist der Wagen weggefahren…

Es ist mir auch noch gesagt worden, die Leute, die in den Wagen gestiegen seien, seien Russen und hätten sonst erschossen werden müssen. Man wollte sehen, ob man sie auf diese Weise töten könne. Wir sind dann zu einem anderen Ort gegangen, wo wir den Wagen wieder antrafen. Es stellte sich jetzt heraus, daß man durch ein Guckloch oder eine Scheibe in den Wagen hineinsehen konnte, der erleuchtet war. Man konnte sehen, daß die Leute tot waren. Dann wurde der Wagen geöffnet. Einige Leichen fielen heraus, die anderen wurden von Häftlingen ausgeladen. Die Leichen hatten, wie von uns Chemikern festgestellt wurde, das rosa-rote Aussehen, wie es für Menschen typisch ist, die an einer Kohlenoxydgasvergiftung gestorben sind.“
Zusammen mit Albert Widmann verfasste Heeß einen Bericht über die „Probevergasung“ für Heydrich, der daraufhin den Auftrag zur Fertigung weiterer Gaswagen erteilte. Die erforderlichen Erprobungen wurden vom KTI vorgenommen, das hierfür Albert Widmann abstellte.
Heeß war ein typischer Vertreter einer radikalen Tätergruppe im KTI, die dessen Sonderstellung im RKPA ausmachten und die herkömmlichen Grenzen der Polizeiarbeit weder kannten noch akzeptierten. So äußerte sich Heeß gegenüber seinem Referatsleiter V D 1, Walter Schade, dass man es sich im totalen Krieg nicht leisten könne, unheilbar Kranke durchzufüttern, wenn zudem Platz und Pflegepersonal dringend für Lazarette gebraucht würden. Heeß hatte zuvor einer Vergasung von Kranken in der T4-Tötungsanstalt Sonnenstein beigewohnt.
Aus der evangelischen Kirche ist Heeß Anfang der 40er Jahre ausgetreten.

### Nach dem Krieg
Anfang Mai 1945 tauchte Walter Heeß unter. Zuvor hatte sich seine Frau mit ihren Kindern mit Gift umgebracht. Auf Antrag seiner Schwester wurde Heeß vom Amtsgericht Berlin-Zehlendorf mit Beschluss vom 2. Dezember 1951 für tot erklärt.